# Vila Garcia (Terras de Bouro)
Vila Garcia foi um concelho de Portugal constituído pelas freguesias de Brufe e Cibões, no actual município de Terras de Bouro, distrito de Braga.

## História
Tinha, em 1801, apenas 478 habitantes. Tinha sede no lugar de Gilbarbedo da freguesia de Cibões, além de Gilbarbedo, integraram também o concelho os lugares de Cavenco, Lugarinhos de Figueiredo, Lama, Levada e Sotelo, da freguesia de Cibões, bem como Cortinhas e Brufe da freguesia de Brufe.
Foi suprimido em 1835 e as suas freguesias integradas no concelho (atual município) de Terras de Bouro.